# یان هندریکس
یان هندریکس (آلمانی: Jan Hendriks; ۶ دسامبر ۱۹۲۸ – ۱۷ دسامبر ۱۹۹۱) یک هنرپیشه اهل آلمان بود. وی بین سال‌های ۱۹۵۰ تا ۱۹۸۵ میلادی فعالیت می‌کرد.
از فیلم‌ها یا برنامه‌های تلویزیونی که وی در آن نقش داشته‌است می‌توان به دوئل در غروب آفتاب اشاره کرد.